# Narrosse
Narrosse är en kommun i departementet Landes i regionen Nouvelle-Aquitaine i sydvästra Frankrike. Kommunen ligger i kantonen Dax-Sud som tillhör arrondissementet Dax. År 2022 hade Narrosse 3 331 invånare.

## Befolkningsutveckling
Antalet invånare i kommunen Narrosse
Referens:INSEE